# Siesta Key (Floride)
Pour l’article homonyme, voir Siesta Key (émission de télévision).
Siesta Key est une census-designated place du comté de Sarasota, dans l'État de Floride, aux États-Unis,. En 2020, elle compte une population de 5 454 habitants.